# Syrmaticus
Syrmaticus Wagler, 1832 è un genere della famiglia dei Fasianidi originario dell'Asia orientale. Delle cinque specie ad esso ascritte, tre vivono in Cina, sebbene una di queste, il fagiano di Hume, sia presente anche nell'estremità nord-orientale dell'India e nelle regioni settentrionali di Birmania e Thailandia. Il fagiano di Sömmerring, con le sue numerose sottospecie, vive in Giappone e il fagiano mikado è endemico di Taiwan.

## Descrizione

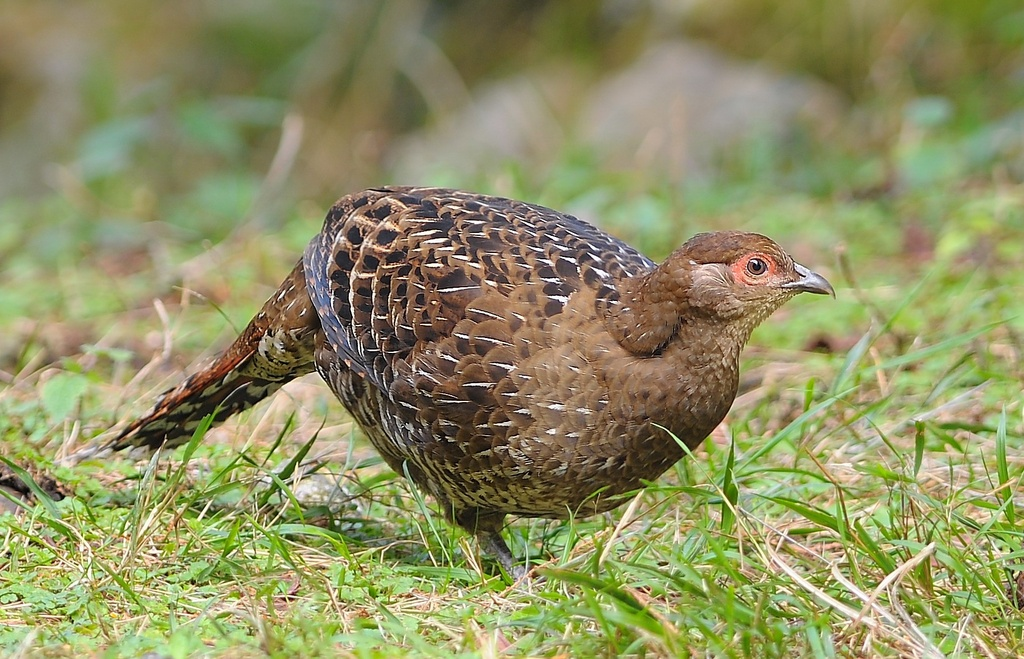
Femmina di fagiano mikado.

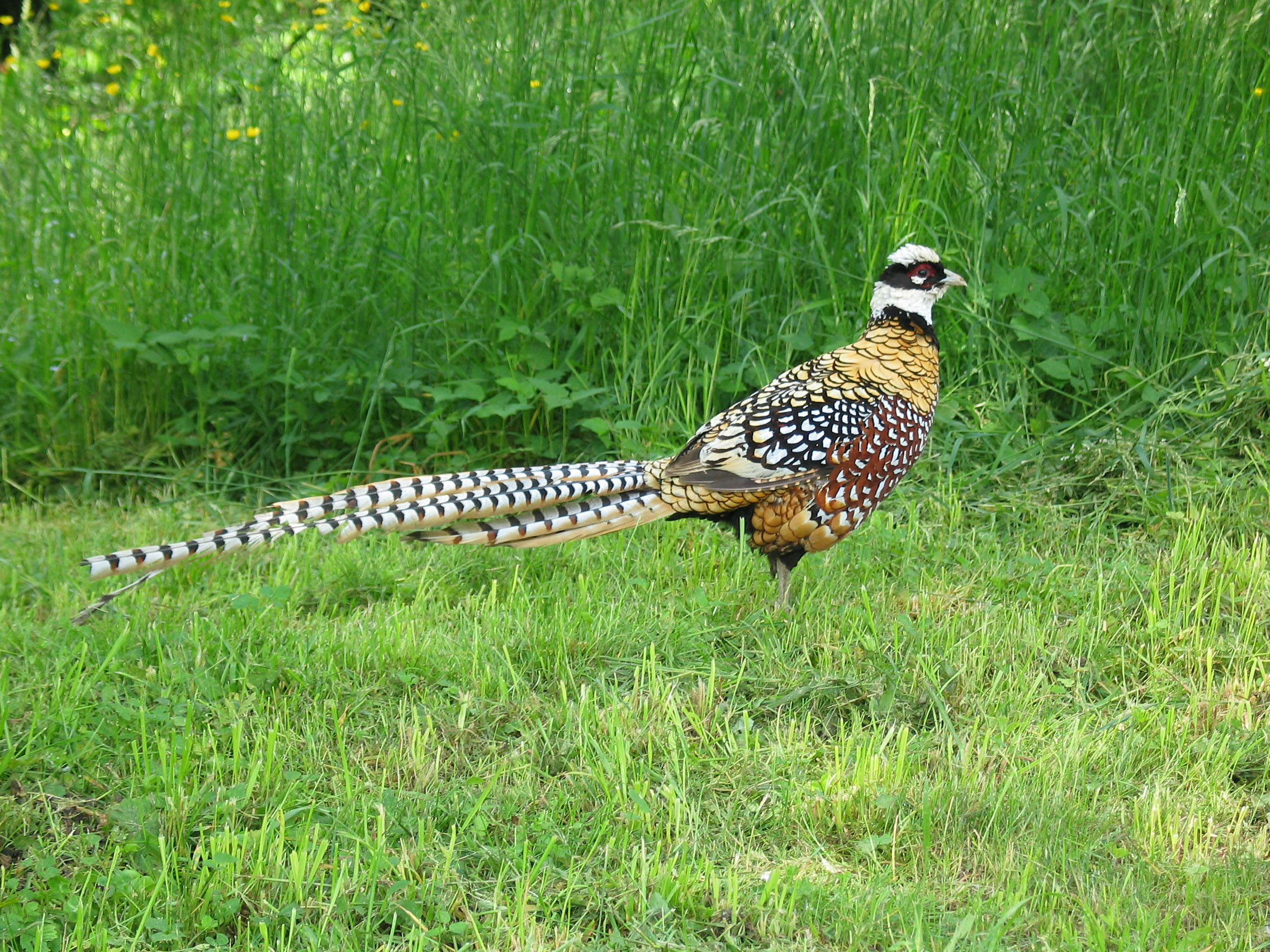
Maschio di fagiano venerato.

Le specie ascritte a questo genere sono fagiani piuttosto grandi, dalla coda molto lunga e privi di creste o ciuffetti auricolari. L'area priva di piume intorno agli occhi è rossa, ma non è così ampia come nei gallofagiani e nel fagiano venerato è ridotta a una stretta striscia sopra l'occhio. Le zampe sono dotate di speroni relativamente corti. Il dimorfismo sessuale riguardante la colorazione del piumaggio è molto evidente.
I maschi sono piuttosto colorati, differiscono notevolmente da una specie all'altra e - soprattutto nel fagiano venerato - hanno code molto lunghe. Nel fagiano venerato e di Sömmerring queste sono costituite da 18 penne timoniere appiattite, nelle altre specie da 16, delle quali la coppia centrale supera per lunghezza le altre. Le code presentano un largo disegno a fasce poste a distanza più o meno grande o, al contrario, sono di colore uniforme, prive di macchie o disegni.
Le femmine hanno un piumaggio dai toni prevalentemente brunastri, a motivi mimetici, e sono anche un po' più piccole dei maschi. Fatta eccezione per la femmina del fagiano venerato, le femmine delle altre specie sembrano molto simili e presentano tutte diverse caratteristiche comuni che le distinguono dalle femmine degli altri generi. Il petto è robusto e presenta una colorazione dai toni contrastanti, mentre la parte inferiore dell'addome è completamente o prevalentemente biancastra. Le piume che ricoprono la parte anteriore del dorso presentano di solito un caratteristico motivo bianco a forma di freccia, dovuto al colore del rachide. Nelle femmine del fagiano di Sömmerring, invece, le piume in questione hanno il rachide e una fascia subterminale di colore beige chiaro. Le penne timoniere laterali sono di colore bruno-rossastro e presentano delle bande nere subterminali e una fascia terminale nera. Fatta eccezione per la femmina del fagiano mikado, una o due coppie centrali differiscono significativamente dalle altre per le bande scure dai toni sbiaditi.
I fagiani del genere Syrmaticus sono strettamente imparentati con le specie del genere Phasianus; ciò è particolarmente evidente nei fagiani di Elliot e di Hume, che presentano un piumaggio dalla colorazione simile, ma tra i due generi vi sono differenze significative. Il piumaggio del groppone e del sopracoda delle specie di questo genere non è morbido e lasso come quello del fagiano comune, bensì costituito da dure penne foggiate a spatola. I margini scuri delle piume sovrapposte creano un motivo a squame. Ulteriori differenze riguardano il piumino dei pulcini, il repertorio vocale e il comportamento.

## Biologia
Tutte le specie abitano in foreste d'alto fusto più o meno aperte in zone di media montagna fino a circa 2000 m, o 3300 m nel caso del fagiano mikado. Necessitano di un fitto sottobosco e di aree più aperte dove andare in cerca di cibo. Alcune specie tollerano anche habitat costituiti da vegetazione secondaria.
Non abbiamo notizie precise sulle modalità di riproduzione, ma si presume che alcune specie siano monogame e altre poligame. Il corteggiamento consiste in una semplice parata laterale, con il maschio che tiene il corpo inclinato lateralmente verso la femmina con le ali rivolte verso il basso e la coda aperta a ventaglio. La parata laterale è stata descritta anche nel fagiano mikado e nel fagiano di Elliot. Il nido consiste di solito in una depressione creata raspando o scavando in un ciuffo d'erba o di muschio, di solito rivestita solo con alcuni steli o rametti. Nel caso del fagiano mikado è stato descritto un nido fatto di steli di bambù. Le uova sono di colore uniforme variabile dal crema al bruno-oliva e vengono deposte in numero da 5 a 8, più raramente solo 3 o addirittura fino a 15. Il periodo di cova dura tra 26 e 28 giorni.
Tutte le specie sono facili da allevare in cattività e tutte hanno cercato di colonizzare altre aree al di fuori del loro areale originario. Tuttavia, solo il fagiano venerato è stato in grado di costituire popolazioni naturalizzate alle Hawaii, in Francia e nella Repubblica Ceca.

## Tassonomia
Il genere comprende cinque specie:
- Syrmaticus ellioti (Swinhoe, 1872) - fagiano di Elliot;
- Syrmaticus humiae (Hume, 1881) - fagiano di Hume;
- Syrmaticus mikado (Ogilvie-Grant, 1906) - fagiano mikado;
- Syrmaticus soemmerringii (Temminck, 1830) - fagiano di Sömmerring;
- Syrmaticus reevesii (J. E. Gray, 1829) - fagiano venerato.